# Colombarium (Napoli)
Il Colombario di Napoli, anche noto come Mausoleo Romano di Via Pigna, era un'area ad uso funerario risalente alla prima metà del I secolo, appartenente all'antica Neapolis. Probabile luogo di sepoltura di un insediamento agricolo dell'odierna via della Pigna nel quartiere di Soccavo, della struttura originaria resta la sola parete del lato nord.

## Storia
La costruzione, risalente al I secolo, è una via di mezzo tra un colombario ed una tomba a camera. Originariamente composto da più camere, nella parte conservata oggi è visibile una struttura in opus reticulatum e tufo giallo napoletano, costituita da dieci nicchie per le urne disposte su due file, oltre ad un'ulteriore nicchia alta 1,5 m in cui era posta la statua del defunto. Le nicchie conservano pochi resti delle olle cinerarie le quali erano cementate alla base.
Nel tempo si sono perse le tracce dei tre sarcofagi in muratura presenti nella struttura, mentre sono ancora leggermente visibili le tracce dell'originaria vernice rossa dei decori.
Il sito fu scoperto nel XIX secolo e parzialmente distrutto durante la costruzione della via dei Canapi, avvenuta intorno al 1830, per permettere ai produttori di lino e canapa del Lago di Agnano, di raggiungere Miano evitando di passare per il centro di Napoli. Un ulteriore rischio per il sito fu il boom edilizio degli anni sessanta, in particolar modo durante i lavori per la costruzione della tangenziale.
Al 2024 il sito versa in uno stato di totale abbandono. L'unico intervento apportato al monumento è stata l'installazione di una ringhiera di protezione.